# Orthosiphon thymiflorus
Orthosiphon thymiflorus là một loài thực vật có hoa trong họ Hoa môi. Loài này được (Roth) Sleesen mô tả khoa học đầu tiên năm 1959.

## Hình ảnh

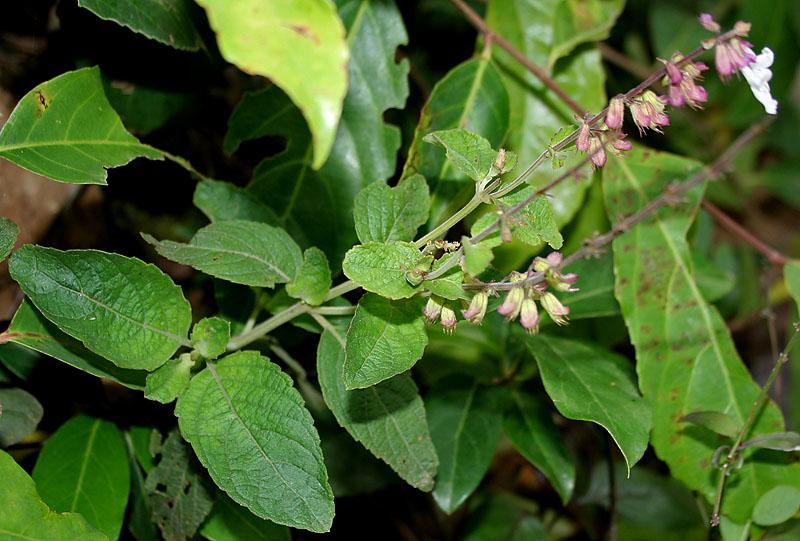